# Draga Bašćanska
Draga Bašćanska ili još Draga Baška, Baška Draga ili samo Draga, je naselje na otoku Krku, u općini Baška.

## Zemljopis
Draga Bašćanska smještena je na jugu otoka Krka, u središtu bašćanske doline, na putu koji vodi iz Baške prema Krku. U sjevernom dijelu kotline prevladava brežuljkast teren, dok je južni (donji) dio kotline bogat plodnom zemljom koja je stoljećima bila intenzivno obrađivana.
Kroz dolinu protječe jedini stalni vodeni tok na svim Jadranskim otocima, Suha Ričina ili Vela Rika. 
S istočne i zapadne strane Drage Baške i cijele bašćanske doline su dva gorska masiva s najvišim vrhovima na otoku: Kozlja ( 464 m ), Diviška ( 471 m ), Hlam ( 461 m ) koji su vrhovi istočnog masiva te najviša Obzova ( 568 m ) i zatim Veli vrh ( 541 m ), Orljak ( 537 m ), a koji su vrhovi zapadnog masiva. 
Vegetacija je u samoj dolini vrlo gusta, ali do visine oko 200 metara, nakon čega prevladavaju krš i golet s niskom vegetacijom.
Iako gorski masiv štiti Dragu Bašćansku od naleta bure sa sjeveroistoka, ipak je i tu bura česta i ponekad snažna zbog otvorenosti bašćanske doline u smjeru sjeverozapad - jugoistok. Ipak, Draga Bašćanska je puno zaklonjenija od bure od susjedne Baške. 
Osim Baške, susjedna sela Dragi su još Batomalj i Jurandvor.

## Povijest
1380. g. Mlečani su razorili i spalili kaštel Bašku. Taj se kaštel nalazio na uzvisini ponad današnje Baške, na mjestu gdje su danas crkva sv. Ivana Krstitelja i mjesno groblje. Od tada su se mještani uništenog kaštela počeli naseljavati pretežno na lokaciju uz more, podno starog kaštela Baška. S vremenom je na tom mjestu nastalo naselje Primorje ( današnja Baška ). Manji dio se naselio na više mjesta po čitavoj bašćanskoj dolini kako bi bili bliže plodnoj zemlji. Sve do 16. st. današnja se Baška nazivala Primorje ili Draga Bašćanska. Tek od 16. st. počinje se razlikovanje ta dva naziva tako da se nazivom Draga Bašćanska označavaju sela u unutrašnjosti tj. u bašćanskoj dolini, a nazivom Primorje samo naselje uz more. Kako je populacija s vremenom rasla pa tako i sela, u 19. st. naziv Draga Bašćanska postaje još uži i koristi se isključivo za najsjeverniju skupinu zaseoka uz cestu koja vodi prema Krku, a koja danas čine jedinstveno naselje.  Ti zaseoci su bili: Garina, Štefanići, Mekotica, Bneci, Tomaševo, Božičin, Preforići ili Dujmovci, Krićev Klanac, Krićevca, Marićevo, Frgačići, Pod Svetim Jurjem, Za Svetim Jurjem, Sveta Jelisafta i Grgurići za koje se smatra da su bili najstariji i u kojima je i župna crkva.

## Stanovništvo
Prema popisu stanovnika iz 2001. g. u Dragi Bašćanskoj je živjelo 276 stanovnika.
Kretanje broja stanovnika Drage Bašćanske obilježeno je izrazitom depopulacijom. Najveći broj stanovnika zabilježen je početkom 20. st. kada je u mjestu živjelo oko 1100 žitelja. Od 30-tih godina tog stoljeća počinje snažan i neprekidan pad broja stanovnika. Čak i posljednjih 20-etak godina kada većina naselja na otoku Krku imaju stagnaciju ili porast stanovništva, Draga Bašćanska i dalje bilježi izraziti pad. Prosječan pad između dva popisa stanovništva iznosi oko visokih 20 %. Rezultat takvog vrlo negativnog demografskog kretanja jest da danas u mjestu živi samo 23 % žitelja od broja stanovnika prema popisu iz 1921. g. 
| GODINA POPISA | BROJ STANOVNIKA |
| ------------- | --------------- |
| 2001.g.       | 276             |
| 1991.g.       | 305             |
| 1981.g.       | 367             |
| 1971.g.       | 510             |
| 1961.g.       | 650             |
| 1953.g.       | 791             |
| 1948.g.       | 847             |
| 1931.g.       | 1088            |
| 1921.g.       | 1198            |
| 1910.g.       | 1143            |
| 1900.g.       | 1180            |
| 1890.g.       | 994             |
| 1880.g.       | 856             |
| 1869.g.       | 816             |
| 1857.g.       | 742             |

| broj stanovnika | 742   | 816   | 856   | 994   | 1180  | 1143  | 1198  | 1088  | 847   | 791   | 650   | 510   | 367   | 305   | 276   | 253   | 300   |
|                 | 1857. | 1869. | 1880. | 1890. | 1900. | 1910. | 1921. | 1931. | 1948. | 1953. | 1961. | 1971. | 1981. | 1991. | 2001. | 2011. | 2021. |

## Gospodarstvo
Osnovna privredna grana svih sela bašćanska doline bilo je vinogradarstvo. To je omogućila plodna bašćanska dolina, najplodnija zemlja na čitavom otoku Krku. Vino se iz bašćanske luke izvozilo po čitavom sjevernom Jadranu. Međutim, pojavom filoksere ono je u potpunosti uništeno, a bašćanska dolina zapuštena. Posljednjih godina poznata vinogradarska obitelj iz Vrbnika zasadila je novi vinograd ponad Drage Baške s preko 140 000 čokota, a što je postao i najveći pojedinačni vinograd na otoku. Međutim, samo lokalno stanovništvo nije pristupilo obnovi vinogradarstva.  
Uz vinogradarstvo je najvažnija djelatnost bilo stočarstvo i to ovčarstvo. O razvijenosti obje privredne grane u ovom kraju postoje i pisani izvještaji još iz 15. st. Ovčarstvo je i danas razvijeno, ali ni približno kao nekad.
Nakon propasti vinogradarstva u zapuštenoj bašćanskoj dolini je započeta sadnja rajčica (lok. pomidora) koja je danas već dio tradicije. Neko vrijeme su u susjednim Baški i Jurandvoru radile i tvornice za preradu rajčice.
Za razliku od svih ostalih dijelova otoka Krka u kojih je prisutno maslinarstvo u manjoj ili većoj mjeri, u bašćanskoj dolini ono nikada nije bilo prisutno. Tek je u posljednjih 20-etak godine posađen mali broj stabala maslina.
Iako je Baška, jedno od najjačih turističkih središta na Jadranu, vrlo blizu, u Dragi Baški nije razvijen turizam. Osim znatnog broja smještajnih kapaciteta (apartmana), nema nikakve druge turističke ponude. Ipak, ti su apartmani glavni izvor prihoda velikom broju mještana.
U središtu mjesta, kraj prostora mjesnog odbora, radi pošta.

## Promet
Naselje se nalazi na Državnoj cesti D102 koja ju povezuju s općinskim središtem Baškom na jednu stranu, a na drugu s gradom Krk i dalje preko Krčkog mosta s ostatkom Hrvatske. Međutim, ta ista cesta prolazi kroz samo mjesto, među kućama. Tu je cesta bitno sužena, bez prostora za kretanje pješaka, a na jednom mjestu je toliko uska da se promet može odvijati samo u jednom smjeru. Takva prometna sitvacija ne samo da je nepogodna za cestovni promet koji je u ljetnim mjesecima gust s obzirom na to da je to jedina veza s turističkim središtem Baškom, nego je i vrlo opasna po mjesno stanovništvo. Zbog toga se već niz godina upućuje na nužnost izgradnje nove trase koja bi zaobilazila samo naselje. Unatoč velikim investicijama u obnovu Državne ceste D102 u posljednjih nekoliko godina, izgradnji te zaobilazne trase se još nije pristupilo. 

## Znamenitosti
- Župna crkva sv. Elizabete i Pohođenja Marijina. Nalazi se u predjelu Grgurić. Prvi put se spominje 1603. g., 1778. g. je obnovljena i proširena, a od 1827. g. postaje župna crkva.
- U susjednom Jurandvoru je crkva sv. Lucije u kojoj je pronađena glasovita Bašćanska ploča.

- Obližnja Baška je jedno od najpoznatijih turističkih središta Jadrana naročito prepoznatljiva po "Veloj plaži".
- Nedaleko Drage Bašćanske je i najveće marijansko svetište na otoku Krku crkva Majke Božje na Gorici.

## Poznate osobe
- Petrica Novosel Žic, hrv. geografkinja
- Vjekoslav Štefanić, hrv. filolog i stručnjak za glagoljicu

## Vanjske poveznice
- Službene stranice općine Baška
- Turistička zajednica općine Baška